# Les Fleurs du soleil
Pour plus de détails, voir Fiche technique et Distribution.
Les Fleurs du soleil (I girasoli) est un film franco-soviéto-italien réalisé par Vittorio De Sica, sorti en 1970.

## Synopsis
Giovanna (Sophia Loren) a épousé Antonio (Marcello Mastroianni) pour retarder l'incorporation de celui-ci dans l'armée italienne de la seconde Guerre mondiale. Après douze jours de bonheur, le couple tente de mettre au point un subterfuge dans lequel Antonio va prétendre être fou. Finalement, rien n'y fait et Antonio est envoyé sur le front de l'Est, en Union soviétique. Quand la guerre est finie, Antonio ne rentre pas en Italie et est déclaré disparu. Mais Giovanna est persuadée que ce n'est pas le cas et qu'il se trouve en Union soviétique : elle part pour le retrouver.
En URSS, elle voit les champs de tournesol (les fleurs du soleil) où chaque fleur est censée représenter un soldat italien tombé sur le front, et où les Allemands ont forcé les Italiens à creuser eux-mêmes leur fosses communes. Finalement, Giovanna parvient à retrouver Antonio, mais il a refait sa vie avec une Russe et ils ont eu une fille. Giovanna est sans enfant, et elle a attendu son mari pendant toute la guerre : le cœur brisé, elle décide de rentrer en Italie pour ne pas perturber la nouvelle vie de son amour de jeunesse.
Quelques années plus tard, Antonio revient en Italie et lui demande de le rejoindre en Union soviétique ; entretemps, Giovanna a tenté de commencer une autre vie : elle a quitté la maison de son premier mariage et a emménagé dans un appartement ; elle travaille dans une usine et vit avec un autre homme avec lequel elle a eu un garçon. Antonio essaie de la convaincre que la guerre change un homme, et qu'il s'est senti en sécurité avec sa femme russe, après avoir côtoyé la mort pendant des années. Ne souhaitant pas gâcher la vie de la fille d'Antonio en Russie ni celle de son propre enfant, Giovanna refuse de quitter l'Italie. Elle accepte toutefois la fourrure qu'Antonio lui a apportée, et qu'il lui avait promise bien des années auparavant, au moment de son départ pour le front russe. Les anciens époux se séparent sur le quai de la gare, les yeux fermés, alors que le train emmène Antonio loin de l'Italie, pour toujours.

## Fiche technique
Sauf indication contraire, les informations mentionnées dans cette section peuvent être confirmées par la base de données cinématographiques IMDb,  présente dans la section « Liens externes ».
- Titre original italien : I girasoli
- Titre russe : Подсолнухи, Podsolnukhi[1]
- Titre français : Les Fleurs du soleil
- Réalisation : Vittorio De Sica
- Scénario : Tonino Guerra, Cesare Zavattini et Giorgi Mdivani
- Producteur : Arthur Cohn, Carlo Ponti et Joseph E. Levine (producteur exécutif)
- Société de production: AVCO Embassy Picture, Mosfilm, Compagnia Cinematografica Champion et Les Films Concordia
- Musique : Henry Mancini
- Photographie : Giuseppe Rotunno
- Montage : Adriana Novelli
- Direction artistique : Piero Poletto
- Décors : Giantito Burchiellaro
- Costumes : Enrico Sabbatini
- Pays d'origine :  Italie /  Union soviétique /  France
- Format : Couleur (Technicolor) - 35 mm - 1,85:1 - Son : Mono
- Genre : Drame
- Durée : 107 minutes
- Date de sortie :
  - Italie : 14 mars 1970
  - Union soviétique : 25 mai 1970 (Moscou)
  - France : 14 octobre 1970 (Paris)

## Distribution
- Sophia Loren : Giovanna
- Marcello Mastroianni : Antonio
- Lioudmila Savelieva : Macha
- Galina Andreyeva : Valentina, officiel soviétique
- Anna Carena : La mère d'Antonio
- Germano Longo : Ettore
- Nadya Serednichenko : Femme dans champs de tournesol
- Glauco Onorato : Soldat
- Silvano Tranquilli : Travailleur italien en Russie
- Marisa Traversi : Prostituée
- Gunars Cilinskis : Officiel de Ministère russe
- Carlo Ponti fils : Le bébé de Giovanna
- Pippo Starnazza : Officiel italien
- Dino Peretti
- Giorgio Basso